# 자우르 우구예프
자우르 리즈바노비치 우구예프(러시아어: Зау́р Ризва́нович Угу́ев, 러시아어 발음: [zɐˈur ʊˈɡu(ɪ̯)ɪf], 1995년 3월 27일~)는 러시아의 레슬링 선수로 2020년 하계 올림픽에서 남자 자유형 밴텀급 금메달을 획득했다. 또한 세계 선수권 대회 2회 우승을 차지했고 유러피언 게임 동메달 1개, 유럽 선수권 대회 은메달 1개, 동메달 1개를 획득했다.